# Archanioł Tadini
Archanioł Tadini, właśc. wł. Arcangelo Tadini (ur. 12 października 1846 w Verolanuova w Lombardii, zm. 20 maja 1912 w Botticino w Brescii) – włoski duchowny, założyciel Zgromadzenia Sióstr Robotnic Świętego Domu Nazaretańskiego (Op.S.D.N.), święty Kościoła katolickiego.
Pochodził z licznej rodziny mieszczańskiej. Od dziecka był ze słabego zdrowia i potrzebował opieki. W 1864 wstąpił do seminarium w Brescii. W okresie nauki miał wypadek w wyniku którego do końca życia utykał. W 1870 roku otrzymał święcenia kapłańskie po czym ciężko zachorował. Pierwszy rok swojego kapłaństwa spędził w domu rodzinnym. W latach 1871–1873 był wikariuszem górskiej miejscowości Lodrino. W 1887 został mianowany proboszczem a następnie kustoszem sanktuarium Santa Maria della Noce koło Brescii. Zaprojektował i wybudował przędzalnię przeznaczając na ten cel swoją część majątku rodzinnego, a następnie założył zgromadzenie zakonne Sióstr Robotnic Świętego Domu Nazaretańskiego (łac. Congregatio Sororum Operariarum a S. Domo Nazaretana).
Zmarł w opinii świętości mając 66 lat.
Został beatyfikowany przez papieża Jana Pawła II w dniu 3 października 1999 roku. Kanonizacji dokonał Benedykt XVI w dniu 26 kwietnia 2009 roku. Oba akty odczytano w bazylice św. Piotra na Watykanie w Rzymie.